# Lacanobia ariae
Lacanobia ariae là một loài bướm đêm trong họ Noctuidae.